# Aiperi Medet Kyzy
Aiperi Medet Kyzy (30 mars 1999) est une lutteuse Kirghize.
Lors des championnats du monde de lutte 2021 elle emporte la médaille de bronze.